# Radisne, Skadovsk
Radisne (în ucraineană Радісне) este o comună în raionul Skadovsk, regiunea Herson, Ucraina, formată numai din satul de reședință.

## Demografie
Componența lingvistică a comunei Radisne
     Ucraineană (91,57%)
     Rusă (7,63%)
     Alte limbi (0,45%)
Conform recensământului din 2001, majoritatea populației comunei Radisne era vorbitoare de ucraineană (91,57%), existând în minoritate și vorbitori de rusă (7,63%).